# 안드레야 레슈키
안드레야 레슈키(슬로베니아어: Andreja Leški, 1997년 1월 8일~)는 슬로베니아의 유도 선수이다. 2024년 하계 올림픽 여자 하프미들급 금메달을 획득했으며 세계 유도 선수권 대회에서 은메달 2개를 획득했다. 